# Fanny Carlsen
Fanny Carlsen, auch Frank Carlsen bzw. Fan Carlsen, (geboren 18. September 1874 als Fanny Kahane in Warschau, Russisches Kaiserreich; gestorben 18. Dezember 1944 in Paris, Frankreich) war eine österreichische Schriftstellerin und Drehbuchautorin mit intensiver Tätigkeit beim (überwiegend stummen) Film der Weimarer Republik.

## Leben und Wirken
Die Tochter des Kaufmanns Carl Kahane und seiner Frau Helene, geb. Ettinger, verbrachte ihre Kindheit und Jugend überwiegend in Bukarest und Wien. Rasch entwickelte sie Interesse an der Schriftstellerei und begann noch vor Ausbruch des Ersten Weltkriegs, zunächst unter dem männlichen Pseudonym Frank Carlsen, Novellen (z. B. Evas Tagebuch und Ein Brief) zu veröffentlichen. Weitere Carlsen-Werke trugen Titel wie Die Ehe des Herrn Terbrügge, Kriegstrauung und andere feldgraue Geschichten und Der Handschuh der Lucrezia. 1918 stieß sie in Berlin zum Film. In den Jahren 1918/19 verfasste sie nahezu ausschließlich Manuskripte für Inszenierungen Lupu Picks, seit 1920 stand Fanny Carlsen, bisweilen auch als Fan Carlsen firmierend, meist in Diensten von Friedrich Zelnik und wurde die Dramaturgin von dessen Produktionsfirma. Carlsen-Drehbücher bedienten zahlreiche Genres, neben Melodramen, Kostümfilmen und Historiendramen vor allem Adaptionen von Literaturvorlagen – von Leo Tolstoi über Henrik Ibsen und George Sand bis zu Edgar Wallace.
In diesem literarischen Umfeld lieferte Fanny Carlsen 1927/28 ihre wichtigsten Manuskripte: zu Zelniks Adaption von Gerhart Hauptmanns Die Weber und Jacques Feyders Version von Émile Zolas Thérèse Raquin unter dem Titel Du sollst nicht ehebrechen!. Nahezu zeitgleich lieferte Carlsen mit Der Biberpelz eine weitere Hauptmann-Adaption, die unter der Regie von Erich Schönfelder umgesetzt wurde. Bei einigen ihrer zentralen Arbeiten kollaborierte die Autorin mit dem eine Generation jüngeren Kollegen Willy Haas. Eine nicht zu bestreitende Beliebigkeit ihrer zum Teil im Fließbandmodus angefertigten Drehbuchbeiträge brachte ihr denn auch vor allem in der linken Presse bisweilen den Vorwurf ein, sie sei eine „Courths-Mahler des deutschen Films“.
Nach Beginn der Tonfilmzeit blieb Fanny Carlsen zunächst kinoabstinent. Es kam nur noch zu einer Drehbuchtätigkeit: Gemeinsam mit Hans Behrendt lieferte Fanny Carlsen 1932 das Manuskript zu Zelniks Kostümstück Die Tänzerin von Sanssouci. Darüber hinaus verfasste die Autorin für diesen Film auch die Textzeilen zu Marc Rolands Tangostück Willst du ein bißchen Glück an mich verschwenden. Mit der Machtübernahme durch die Nationalsozialisten änderte sich die private wie berufliche Situation der Jüdin Fanny Carlsen-Kahane schlagartig, und sie konnte nicht mehr publizieren. Nachdem am 21. Februar 1935 ihr Antrag auf Aufnahme in die Reichsschrifttumskammer abgelehnt worden war, emigrierte die Schriftstellerin nach Paris. Dort starb sie, ohne noch einmal für den Film tätig geworden zu sein, kurz nach der Befreiung der französischen Hauptstadt von nationalsozialistischer Besatzung, zum Jahresende 1944 im Alter von 70 Jahren.

## Filmografie
- 1918: Die Liebe des van Royk
- 1918: Die tolle Hochzeit von Laló
- 1919: Der Seelenverkäufer
- 1919: Marionetten der Leidenschaft
- 1919: Herr über Leben und Tod
- 1919: Mein Wille ist Gesetz
- 1920: Anna Karenina
- 1920: Der Apachenlord
- 1920: Der gelbe Diplomat
- 1920: Kri-Kri, die Herzogin von Tarabac
- 1920: Die Erlebnisse der berühmten Tänzerin Fanny Elßler
- 1920: Die sieben Todsünden
- 1920: Monte Carlo
- 1921: Jenseits von Gut und Böse
- 1921: Die Geliebte des Grafen Varenne
- 1921: Die Ehe der Fürstin Demidoff
- 1921: Aus den Memoiren einer Filmschauspielerin
- 1921: Das Mädel von Picadilly, zwei Teile
- 1921: Der Club der Entgleisten
- 1922: Die Tochter Napoleons
- 1922: Lyda Ssanin
- 1922: Die Geliebte des Königs
- 1922: Erniedrigte und Beleidigte
- 1922: Das schöne Mädel
- 1922: Yvette die Modeprinzessin
- 1922: Graf Festenberg
- 1923: Die Marionetten der Fürstin
- 1923: Katjuscha Maslowa
- 1923: Irene d’Or
- 1923: Daisy
- 1923: Der Herzog von Aleria
- 1924: Die Herrin von Monbijou
- 1924: Die Andere
- 1925: Das Geheimnis der alten Mamsell
- 1925: Athleten
- 1925: Der Trödler von Amsterdam
- 1925: Das Haus der Lüge
- 1926: Nixchen
- 1926: Försterchristl
- 1926: An der schönen blauen Donau
- 1926: Der Veilchenfresser
- 1926: Die lachende Grille
- 1927: Die letzte Nacht
- 1927: Die Weber
- 1927: Das tanzende Wien
- 1928: Der Biberpelz
- 1928: Du sollst nicht ehebrechen!
- 1928: Heut’ tanzt Mariett
- 1928: Mary Lou
- 1928: Der rote Kreis
- 1929: Spiel um den Mann
- 1932: Die Tänzerin von Sanssouci